# Megaclausia mirabilis
Megaclausia mirabilis is een eenoogkreeftjessoort uit de familie van de Clausiidae. De wetenschappelijke naam van de soort is voor het eerst geldig gepubliceerd in 1995 door O'Reilly.